# لانگامفن
لانگامفن (به آلمانی: Langkampfen) یک منطقهٔ مسکونی در اتریش است که در ناحیه کوفستاین واقع شده‌است. لانگامفن ۲۶٫۵ کیلومتر مربع مساحت دارد ۵۰۴ متر بالاتر از سطح دریا واقع شده‌است.